# Verveine
Taxons concernés
- Dans la famille des Verbenaceae, on distingue au moins 3 genres : 
  - Aloysia
  - Glandularia
  - Verbenamodifier

Les verveines sont des plantes de la famille des Verbenaceae. Ce sont des plantes aromatiques ou ornementales.
Les différentes espèces sont classées au moins dans trois genres différents.

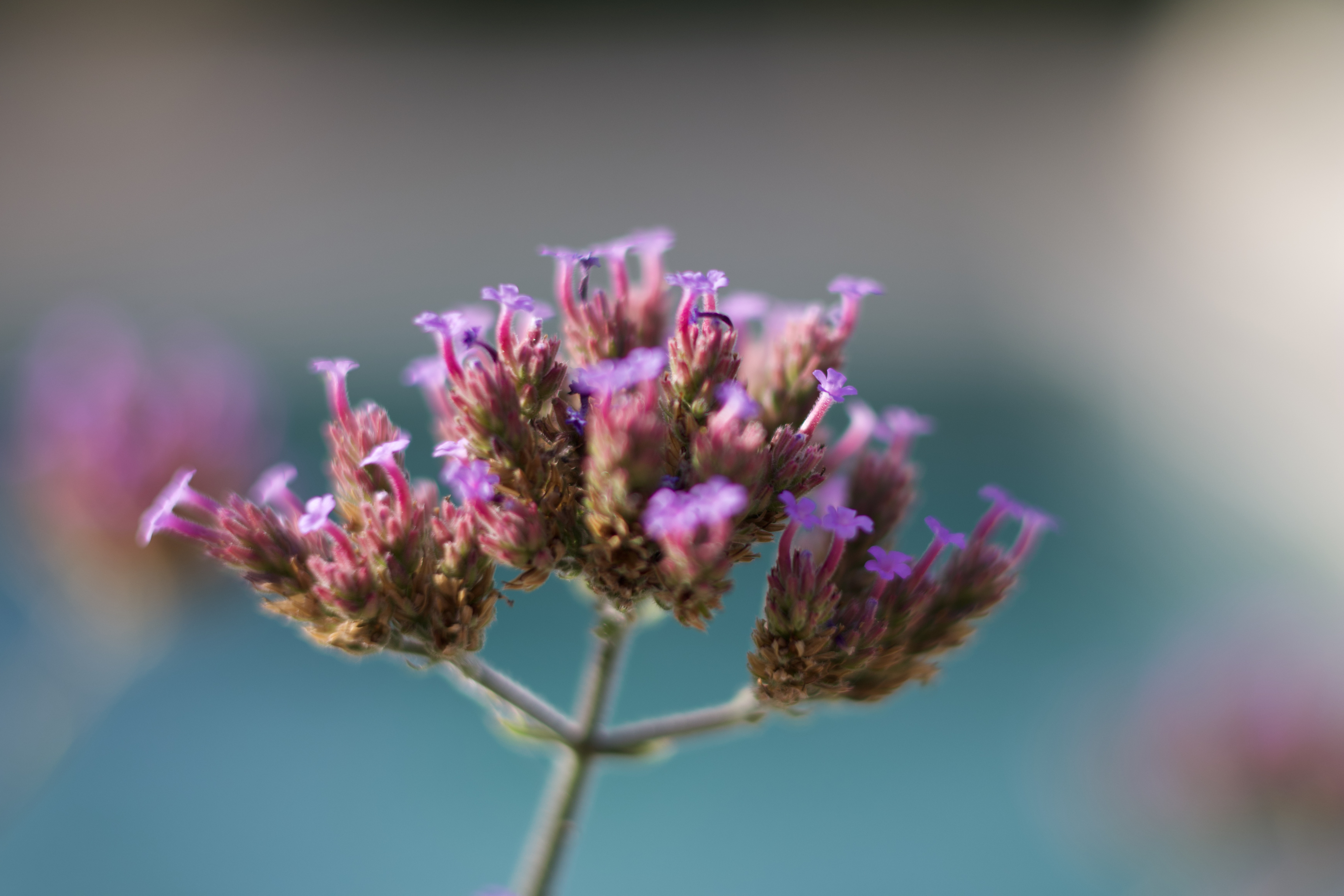
Verveine

Communément appelée « l’herbe aux sorciers », « guérit tout » ou encore « herbe sacrée », la verveine est supposée pouvoir venir à bout de toutes sortes de maux.

## Verbena
- Verbena est le genre de Verbena officinalis, la verveine officinale, espèce peut-être la plus connue en Europe. Elle est cosmopolite. Dans l'Antiquité, on lui attribuait des vertus miraculeuses. Appelée « herbe à Vénus », cette plante avait pour vertu d'attirer l'amour.
- Le genre contient une centaine d'autres espèces.
- Verveine vient du latin uerbenæ, « rameaux de laurier, d'olivier, de myrte »[1].

## Aloysia
Aloysia est un genre contenant plusieurs espèces, dont les plus connues sont sans doute :
- Aloysia citrodora, la verveine odorante ou verveine citronnelle.
- Aloysia polystachya, la verveine menthe ou verveine réglisse.

## Glandularia
- Glandularia est un genre contenant plusieurs espèces. Parmi elles, on retrouve Glandularia peruviana, l'une des verveines dites du Pérou.

## Utilisations

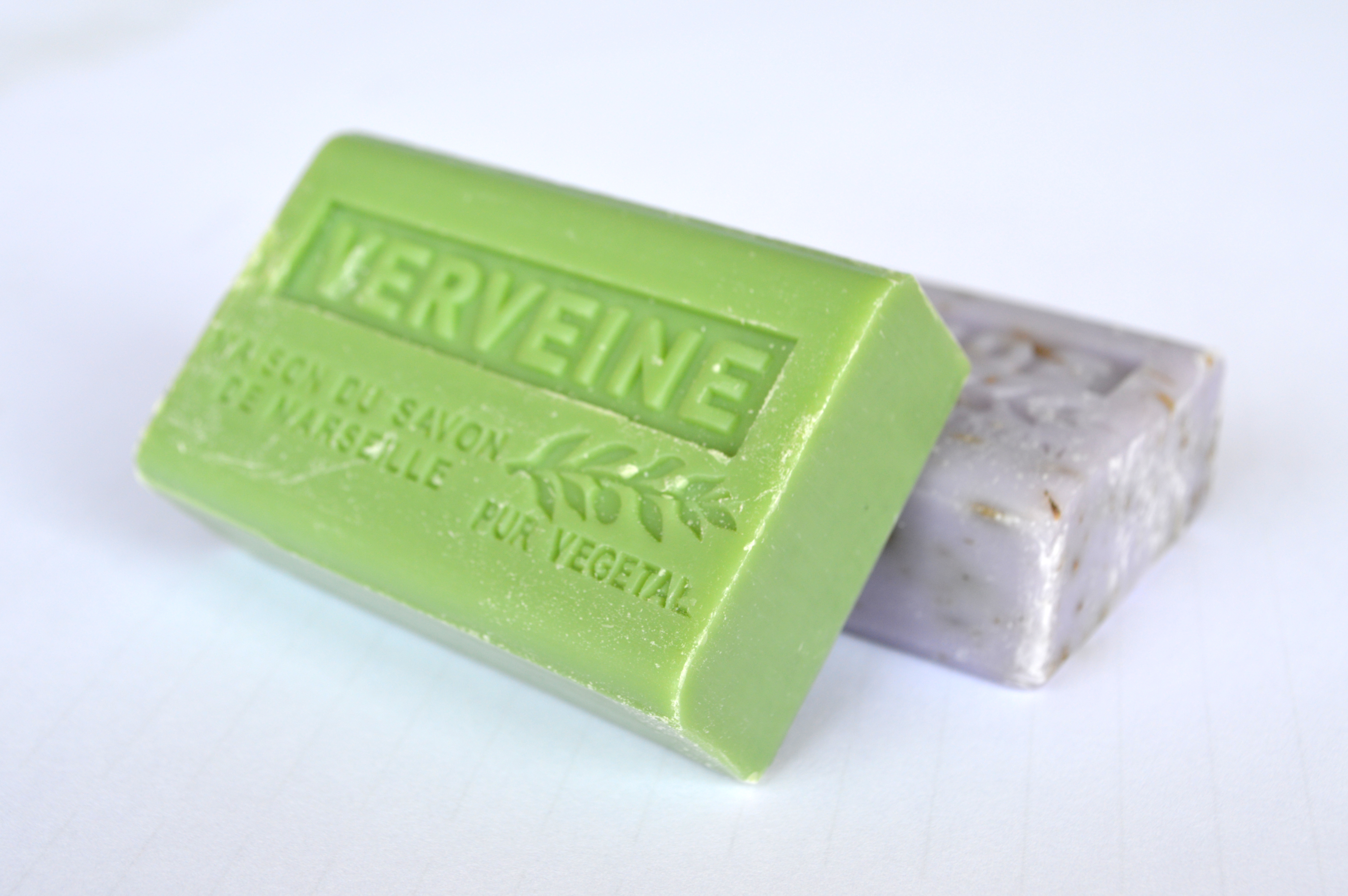
Savon à la verveine.

Des verveines sont utilisées en cosmétique.
D'autres sont consommées en infusions digestives - sous forme de tisane, parfois additionnées de menthe. Toutefois, toutes les plantes nommées « verveines » ne sont pas comestibles et toutes n'ont pas les mêmes vertus.
La Verveine du Velay (ainsi que sa cousine, la Verveine du Forez) est une liqueur élaborée à partir de verveine citronnelle.

## Dans les œuvres de fiction
Leconte de Lisle, dans son poème Néère (Poèmes antiques XIII : Études latines (IX), cite explicitement la verveine comme plante dédiée à l'amour : « Pour apaiser les Dieux […] Et sur l'autel […] Posez l'encens et les verveines. » Ce poème a été mis en musique par Reynaldo Hahn.
Dans la série télévisée Vampire Diaries, cette plante a des pouvoirs surnaturels et a pour vertu d'affaiblir considérablement les vampires et de leur nuire ; elle peut aussi empêcher l'hypnose. Elle y est appelée Veine de Vénus.

## Calendrier républicain/révolutionnairefrançais
Le 27e jour du mois de prairial y est officiellement dénommé « jour de la verveine », généralement chaque 15 juin du calendrier grégorien.